# Conservatorium Maastricht

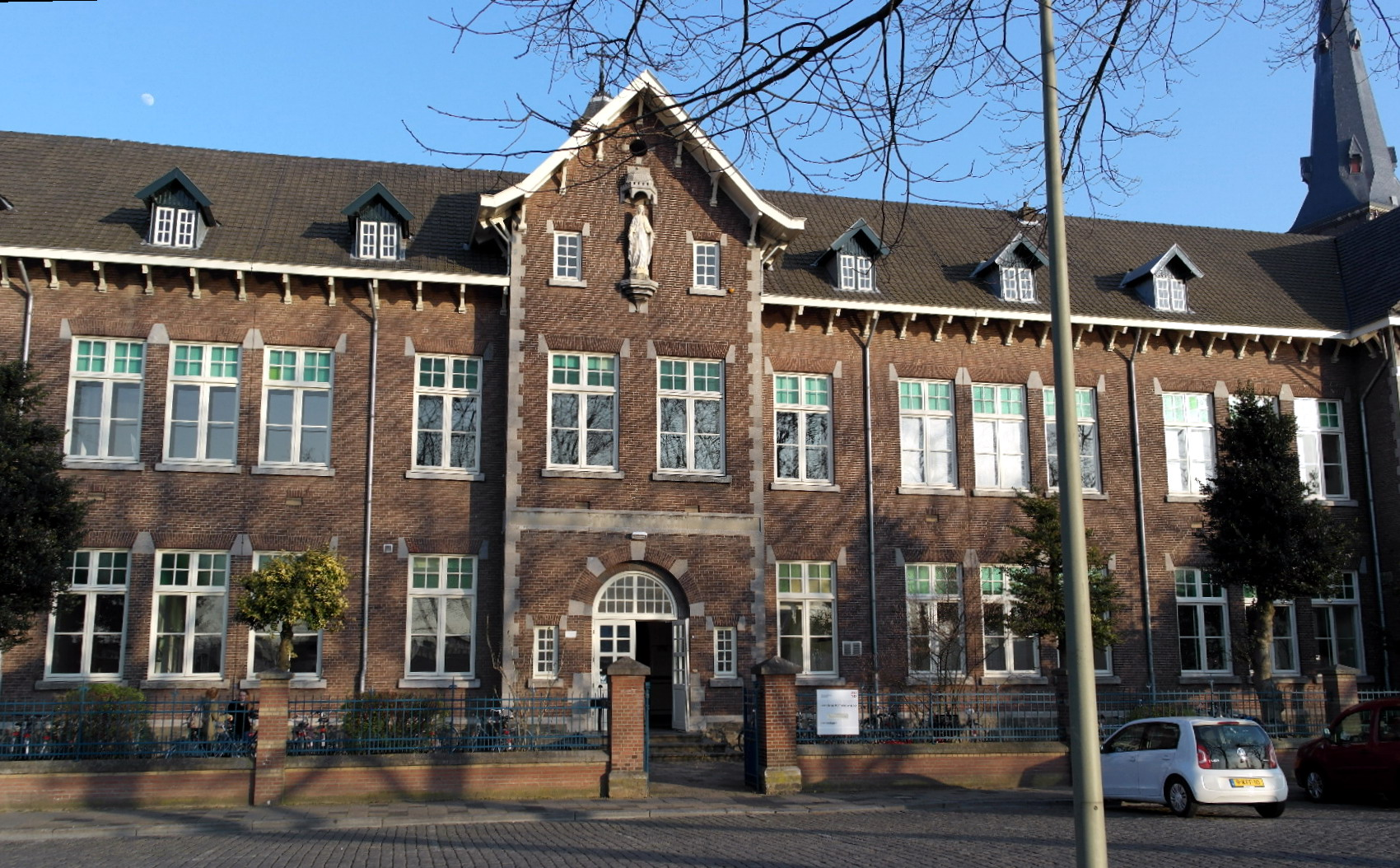
Conservatorium - vestiging Wyck

Het Conservatorium Maastricht is een van de negen conservatoria in Nederland. Het hoofdgebouw is gelegen in het Jekerkwartier in het centrum van Maastricht. Het gebouw van architect Piet Dingemans uit 1961 is een rijksmonument sinds 16 augustus 2017.

## Algemeen
De conservatoriumopleiding valt onder het hoger beroepsonderwijs (hbo). Het conservatorium is wat betreft de bacheloropleidingen een van de 29 academies van Zuyd Hogeschool. Met het Tilburgs Fontys Conservatorium heeft het Maastrichts Conservatorium een samenwerkingsverband in de Zuid Nederlandse Hogeschool voor Muziek. Hier zijn de masteropleidingen in ondergebracht.
Het conservatorium telt ongeveer 470 studenten waarvan 65% uit het buitenland, uit meer dan 20 verschillende landen. Het Maastrichts Conservatorium heeft samenwerkingsverbanden met andere faculteiten van de Hogeschool Zuyd en met andere Europese conservatoria zoals de Hochschule für Musik te Keulen, het Koninklijk Conservatorium te Brussel, de Universität für Musik und darstellende Kunst in Wenen en de Universität für Musik und darstellende Kunst te Graz.

## Geschiedenis
In 1881 werd door de gemeenteraad een commissie ingesteld, die tot taak kreeg de levensvatbaarheid van een gemeentelijke muziekschool te onderzoeken. Op 1 december 1882 werd het voorstel aangenomen tot de oprichting van de Stedelijke Muziekschool en het Stedelijk Orkest (later Limburgs Symfonie Orkest), die beide door de gemeente gesubsidieerd werden. In 1924 leidde de behoefte aan beter muziekonderwijs tot de oprichting van het Stedelijk Muzieklyceum. In 1956 werd de opleiding erkend als conservatorium. In 1979 werden Stedelijke Muziekschool en het Conservatorium organisatorisch losgekoppeld.
In 1961 werd begonnen met de nieuwbouw in het Jekerkwartier, waar eerst de Molen van Dolk, een oude watermolen annex fabrieksgebouw, moest worden gesloopt. Op deze plek plaatste de lakenfabrikant Petrus Hubertus Hanckar in 1832 de eerste stoommachine in Maastricht. Het conservatoriumgebouw is net als de molen deels gebouwd over de rivier de Jeker en heeft een helder betonskelet met baksteenvullingen, aansluitend bij de tradionale Maaslandse renaissance-architectuur in de omgeving. Het gebouw van architect Piet Dingemans is in 2013 voorgedragen als rijksmonument. Hoewel er vanaf 2010 sprake was van verhuizing, samen met andere kunstopleidingen, naar een nieuw 'Quartier des Arts' in het Eiffelgebouw aan de Boschstraat, behield het conservatorium zijn hoofdvestiging in het Jekerkwartier. Begin 2022 was er opnieuw sprake van een verhuizing, dit maal samen met de Toneelacademie, naar nieuwbouw, mogelijk in het gebied De Kommen, buiten het centrum.

## Opleidingen en vestigingen
Er zijn opleidingen in de volgende vakgebieden: Muziek klassiek, Muziek jazz en Docent Muziek. Vermeldenswaard is de specialisatie Orthopedagogisch Muziekbeoefenaar (OMB) binnen de opleiding Docent Muziek (kunsteducatie). Deze is uniek in Nederland. De bacheloropleiding duurt 4 jaar, de masteropleiding duurt 2 jaar.
Het Maastrichts Conservatorium heeft twee vestigingen:
- Hoofdvestiging Bonnefantenstraat (Jekerkwartier): Muziek klassiek
- Nevenvestiging Franciscus Romanusweg (Wyck): Muziek jazz, Docent Muziek

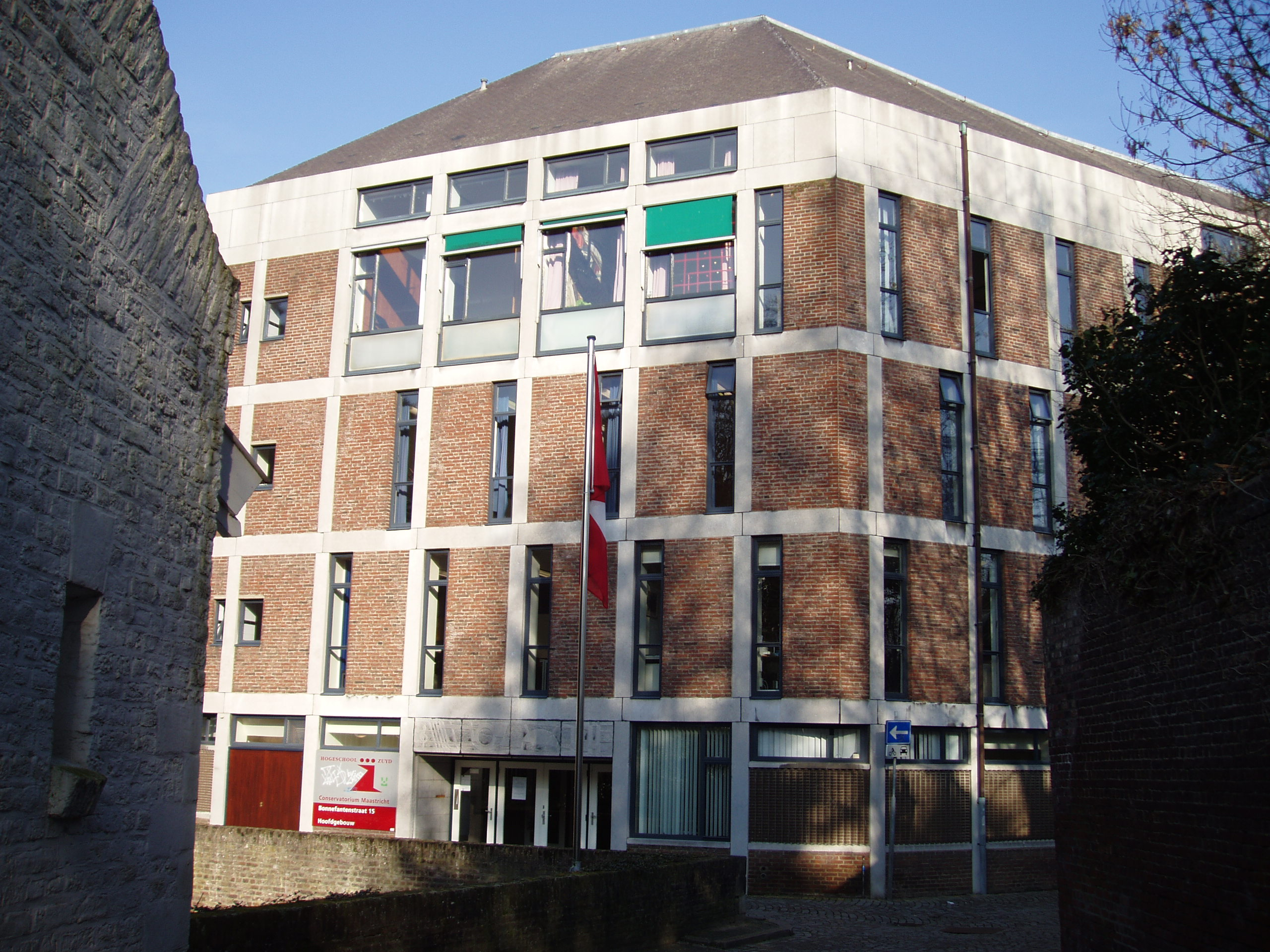
Hoofdgebouw
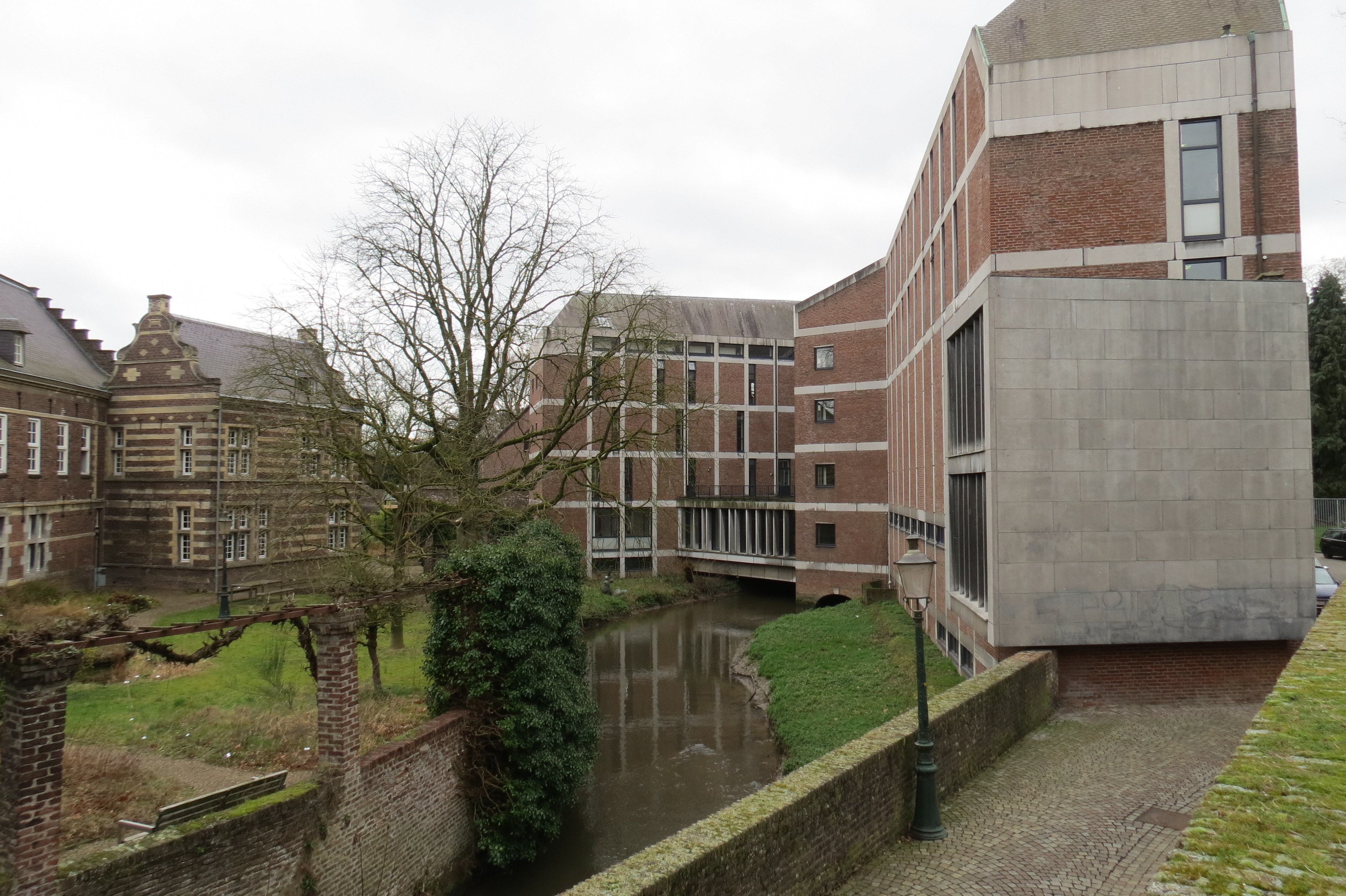
Achterzijde hoofdgebouw
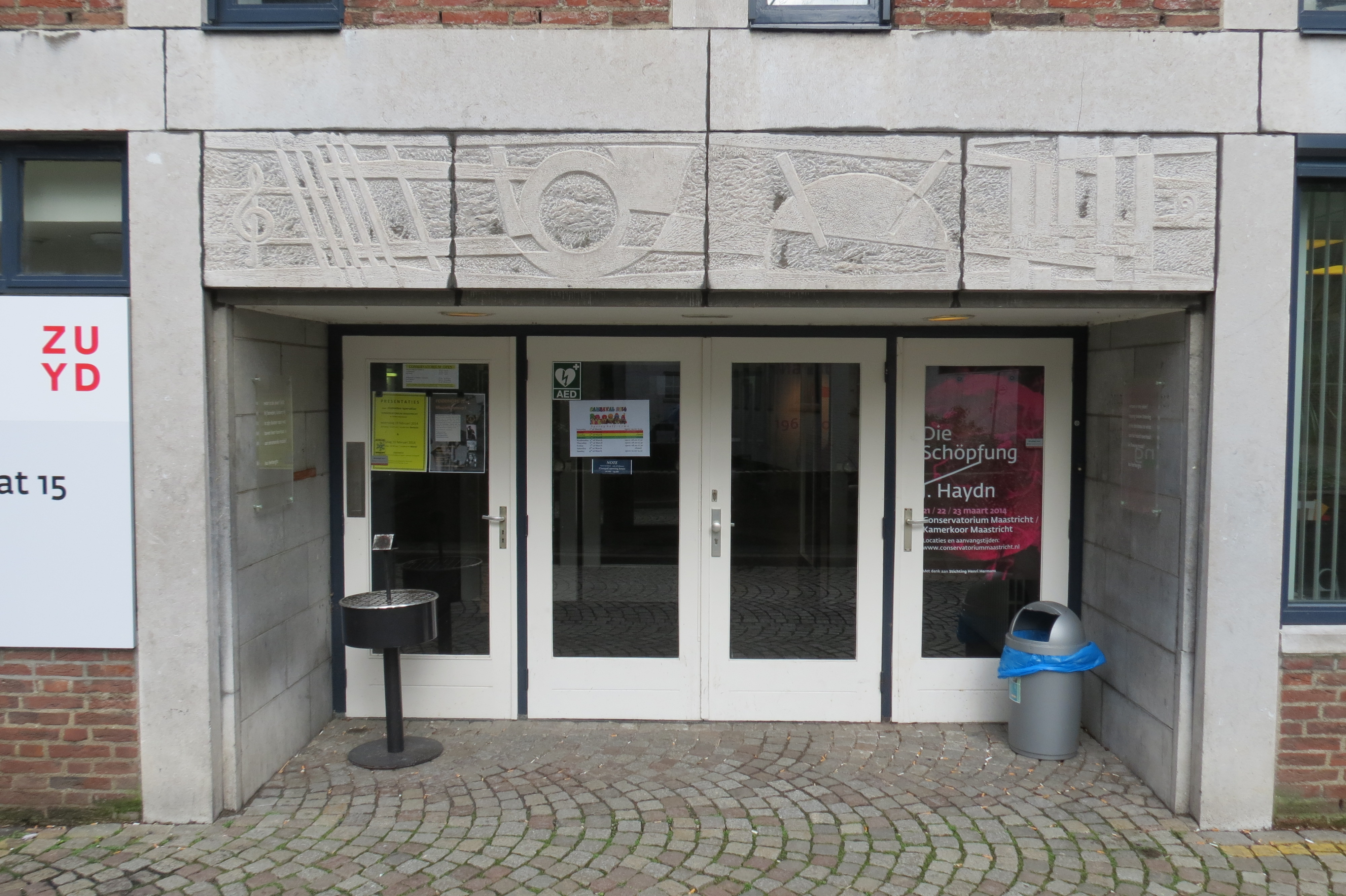
Entree hoofdgebouw
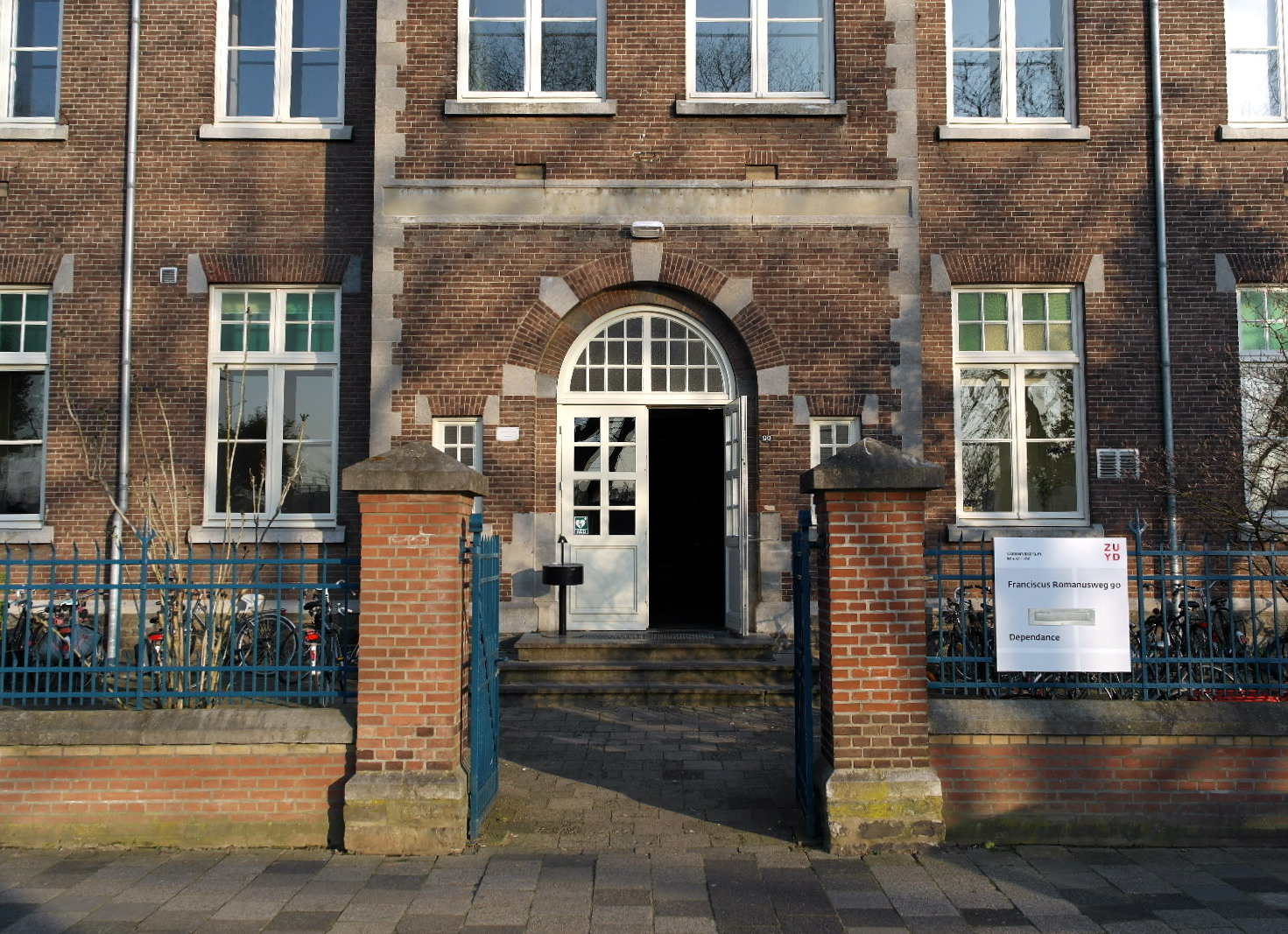
Entree dépendance

## Festival FSTVL
Sinds 1990 organiseert het Conservatorium een jaarlijks festival.
| Jaar | Thema                        |
| ---- | ---------------------------- |
| 1990 | Henri Pousseur               |
| 1991 | Henryk Mikolaj Górecky       |
| 1992 | Expressionisme               |
| 1993 | Oost-Europa                  |
| 1994 | Faust / Keerpunten           |
| 1995 | Engeland                     |
| 1996 | Citaat en Bewerking          |
| 1997 | Joods-Israëlische muziek     |
| 1998 | Traditie en Vernieuwing      |
| 1999 | Finse Muziek                 |
| 2000 | 5 Eeuwen Maastrichtse Muziek |
| 2001 | Portugese Muziek             |
| 2002 | Amirika                      |
| 2003 | IJslandFSTVL                 |
| 2004 | Improvisatie                 |
| 2005 | Korea                        |
| 2006 | Shostakovich / Lutyens       |
| 2007 | Schubert / Webern            |
| 2008 | Stravinsky                   |
| 2009 | Synthetisten                 |
| 2010 | Otto Ketting                 |

## Music Awards Maastricht
Sinds 2001 organiseert het conservatorium in samenwerking met Rotary International de Music Awards Maastricht, een jaarlijkse competitie.
| Jaar | Instrument | Winnaar           | Publieksprijs          |
| ---- | ---------- | ----------------- | ---------------------- |
| 2001 | Piano      | Xue Chun Bi       | -                      |
| 2002 | Zang       | Daphne Ramakers   | -                      |
| 2003 | Viool      | Susanne Schael    | -                      |
| 2004 | Piano      | Jung-Hee Ku       | -                      |
| 2005 | Zang       | Rob Meijers       | Jae-Sop Kim            |
| 2006 | Viool      | Caroline Poncelet | Camille Babut du Mares |
| 2007 | Piano      | Suzanne Hardick   | Suzanne Hardick        |
| 2008 | Zang       | Sébastien Parotte | Sébastien Parotte      |
| 2009 | Viool      | Andrea Obiso      | Emil Lyutfaliev        |
| 2010 | Piano      | Bram de Vree      | Bram de Vree           |